# Святая Ульпия
Ульпия Кандидия — святая мученица. Празднование в первый вторник после дня Святой Троицы (Поццалья-Сабина)
Святая Ульпия Кандидия (Ulpia Candidia) пострадала в возрасте 35 лет во времена правления Диоклетиана. Её тело было обретено в римских катакомбах святой Агнессы и было передано в дар городу Поццалья-Сабина доном Николаем Петруччи во времена понтификата Климента XII. С 1758 года оно почивает под главным алтарём приходской церкви святителя Николая.
Святая Ульпия почитается покровительницей коммуны Поццалья-Сабина.